# Bret Baier
Bret Baier (Rumson, 4 agosto 1970) è un giornalista statunitense, conduttore della trasmissione Special Report with Bret Baier prodotta e trasmessa da Fox News Channel.
In precedenza Baier ha lavorato come corrispondente capo di Fox News dalla Casa Bianca e dal Pentagono.
Il 23 dicembre 2008 fu comunicato che egli sarebbe diventato conduttore di Special Report, succedendo al precedente conduttore Brit Hume.
Bret Baier è entrato in Fox News nel 1998. Ha curato la copertura di molti eventi inclusi gli attacchi terroristici dell'11 settembre 2001, la guerra del Kosovo, l'invasione e occupazione dell'Iraq, e la guerra al Terrorismo. Inoltre, Baier è stato anche viceconduttore di Weekend Live e uno dei conduttori a rotazione di The Big Story Primetime.
Baier ha frequentato la Marist High School, una piccola scuola privata cattolica ad Atlanta (Georgia), diplomandosi nel 1988. Baier ha poi frequentato la DePauw University, classe 1992.
Baier è cattolico.